# Nicholson (Marskrater)
Der Krater Nicholson  befindet sich im Gebiet von Amazonis Planitia auf dem Mars. Er misst etwa 102 km im Durchmesser und wurde nach Seth Barnes Nicholson benannt.